# Megachile heteroscopa
Megachile heteroscopa là một loài Hymenoptera trong họ Megachilidae. Loài này được Cockerell mô tả khoa học năm 1937.